# シリアスベアー
シリアスベアーは、BUCK-TICK樋口豊がBUCK-TICKオフィシャルファンクラブFISH TANK会報や有料制会員サイトのブログ記事に登場させたキャラクターである。

## 名称
クマのようなキャラクターに「シリアス」と書き添えられていることから「シリアスベアー」と呼ばれることになった。

## グッズ

### 2012年
12月1日TOUR 夢見る宇宙オリックス劇場大阪公演にて初めてグッズであるハンドタオルを販売した。